# ۹۷۳ (میلادی)
۹۷۳ (میلادی) نهصد و هفتاد و سومین سال تقویم میلادی است.

## زادگان
- ابوریحان بیرونی
- ۲۶ دسامبر – ابوالعلاء معری، نویسنده، شاعر، و فیلسوف سوری